# VH1 Polska
VH1 – muzyczny kanał tematyczny należący do ViacomCBS Domestic Media Networks, emitujący teledyski współczesne.

## Historia
Kanał rozpoczął nadawanie 1 grudnia 2005, zastępując nadawany w latach 2002–2005 kanał MTV Classic. 29 kwietnia 2010 wprowadzono pasmo Comedy Central Family, w którym emitowano seriale komediowe. Niecały rok później, 14 stycznia 2011 Comedy Central Family zastąpił VH1 jako kanał. Pozostało jednak nocne pasmo z teledyskami VH1 Hits. Zmiana ta została poprzedzona przywróceniem 16 września 2010 w Polsce dostępu do kanału VH1 Europe. Po zbudowaniu odpowiednio dużego zasięgu stacji, 24 kwietnia 2012 ponownie uruchomiono polską wersję VH1 w miejsce wersji paneuropejskiej w polskich platformach cyfrowych i sieciach kablowych. Od tego dnia stacja nadawała w formacie 16:9; również wtedy zniknęło nocne pasmo muzyczne na Comedy Central Family. Do 29 września 2015 kanał emitował teledyski z lat 80. i 90. XX wieku wymieszane z nowymi pozycjami. 30 września 2015 stacja zmieniła swoją oprawę graficzną, logo oraz format muzyczny – zaczęto nadawać głównie nowe teledyski. Po zamachach terrorystycznych w Paryżu kanał uczcił pamięć ofiar nadając 15 i 16 listopada 2015 całodobowe wydanie pasma 100% Music ze spokojnymi teledyskami
1 lutego 2017 ramówka kanału oraz playlista została ujednolicona z ramówką wersji ogólnoeuropejskiej. Od tego czasu polska wersja różniła się jedynie oprawą graficzną kanału oraz obecnością reklam; w konsekwencji na antenie nie pojawiały się już utwory polskich wykonawców. 3 marca 2020 przestała korzystać z usług biura reklam TVN Media i o godz. 6.00 doszło do przepięcia sygnału na VH1 Europe, co zakończyło nadawanie VH1 Polska.

## Programy VH1

### Programy autorskie
- 100% Music - pasmo ogólne. (2015-2017)
- 2 4 1 Hits! (2017-2019)
- 90's Revolution – zestawienie teledysków z lat 90. (2012 - 2015)
- A-Z - godzinne pasmo muzyczne z artystami lub zespołem na jedną wybraną literę. (2015-2017)
- Aerobic – przedpołudniowy magazyn muzyczny, w którym prezentowane są energetyczne teledyski. (2012 - 2015)
- Cover Power – magazyn muzyczny, w którym oryginały piosenek porównywane są z ich coverami. (2012 - 2015)
- European Chart - notowanie najchętniej oglądanych teledysków w Europie. (2015-2017)
- Evolution of – magazyn ilustrujący muzyczną ewolucję danego wykonawcy. (2012 - 2015)
- Final Countdown – notowanie zestawiające utwory związane jednym tematem. (2012 - 2015)
- Friday Feeling (2017)
- Get The Party Started! (2017-2018)
- Greatest Hits – największe przeboje lat 80. i 90. (2012 - 2014)
- It Takes Two (2017)
- Lazy Sunday Tunes (2017-2018)
- Music for the Masses – pasmo ogólne. (2012 - 2015)
- Music Never Felt So Good (2017-2018)
- Nick Songs - utwory z bajek w Nickelodeon. (2016-2017)
- Party Starter - zestawienie imprezowych teledysków. (2015-2017)
- Piąteczek – pasmo imprezowe nadawane w piątkowe wieczory. (2014 - 2015)
- Polonez – weekendowa audycja w całości poświęcona twórczości polskich wokalistów. (2012 - 2015)
- Pop Chart – lista największych hitów ostatnich miesięcy. (2012-2017)
- Rock Your Baby – utwory dla najmłodszych, m.in. piosenki z bajek i filmów. (2012-2017)
- Saturday Night Fever – pasmo imprezowe nadawane w sobotnie wieczory. (2012 - 2015)
- Saturday Soundtrack (2017-2018)
- Smells like 90's – mieszanka najpopularniejszych utworów, które królowały na światowych listach przebojów w latach 90. W zestawieniu pojawiają się piosenki zespołów rockowych, takich jak Red Hot Chili Peppers, Pearl Jam czy Aerosmith. Obok hitów gwiazd rocka są także popowe przeboje boysbandów i girlsbandów, oldskulowy hip-hop oraz grunge'owe brzmienia. (2012 - 2015)
- tematyczne Top 50 (2017-2018)
- Timeless Tunes (2017-2018)
- Top 10 – tematyczna lista przebojów ułożona według jednej wybranej kategorii. (2012 - 2015)
- Total Pop Party (2017-2018)
- Twoja muzyka, twoja lista (2012 - 2015)
- US Chart - notowanie najchętniej oglądanych teledysków w Stanach Zjednoczonych. (2015-2017)
- VH1 Alphabet – prezentacja utworów emitowanych w programie, przebiegająca w kolejności alfabetycznej. Dotyczy nazwisk wykonawców poszczególnych hitów. (2013 - 2015)
- VH1 Chill (2017-2018)
- VH1 Loves – ulubione teledyski widzów VH1. (2012 - 2015)
- VH1 Hits – pasmo ogólne. (2012 - 2015)
- VH1 Music – pasmo ogólne. (2012 - 2015)
- VH1 Superchart – zestawienie muzycznych hitów z czołówek polskich i zagranicznych list przebojów. (2012 - 2015)
- VH1 Weekend - tematyczne pasmo weekendowe. (2015-2017)
- Wczoraj i dziś – porównanie dwóch piosenek jednego wykonawcy: jednej z początku kariery i drugiej nowszej. (2012 - 2015)
- Weekend – pasmo z utworami związanymi jednym tematem, tym samym w sobotę i niedzielę. (2012 - 2015)
- Weekend Warm Up! (2017-2018)
- Wild 80's – zestawienie teledysków z lat 80. (2012 - 2015)
- Best of 80s/Best of 90s/Best of 2000+ – przeboje z danej dekady.
- Chill-out
- Espresso – poranny miks piosenek.
- Greatest Hits – największe przeboje lat 80. i 90.
- Jazda po klipach – zaproszeni goście komentują klipy poukładane tematycznie
- Monografia
- MTV Live i Unplugged – koncerty
- Pop Lista – lista największych hitów ostatnich miesięcy powstające we współpracy z RMF FM.
- Rock Show – program autorski, poświęcony muzyce rockowej. Prowadzenie - Marcin Bąkiewicz.
- VH1 Cafe – program autorski, prowadzi Odeta Moro-Figurska
- VH1 Kontra – zestawienia tematyczne piosenek
- VH1 prezentuje
- 90/h – autorski program opowiadający o kulturze lat 90.
- New Look – program na temat mody, prowadzi Joanna Horodyńska
- Odliczanka
- Misja Moda (Project:Runway)
- Luke Sexwalker
- Raperska Rodzina Runa
- Making The Band 4
- MTV Cribs (także w wersji polskiej)
- Uparta jak Brooke
- Najmądrzejsze modelki Ameryki
- Sing-Along Of The Century (od 2018 do 2019)

### Programy z VH1 Europe (2017-2020)
- Guess the Year (2017-2020)
- Hits Don't Lie (2017-2020)
- Popstars (2019-2020)
- Rise and Shine with VH1 (2017-2020)
- Shuffle (2017-2020)
- This Week's VH1 Top 10 (2017-2020)
- We Love the: 00s (2017-2020)
- We Love the: 10s (2017-2020)
- Top 50 (2019-2020)
- (Queen,Taylor Swift,Katy Perry,Madonna,Ariana Grande,Pink,Bruno Mars,Lady Gaga):The Hits (2019-2020)

### Dawniej (Obecność w Comedy Central Family)
VH1 Polska nadawał od 1:10/2:00 do 6:00 jako blok na Comedy Central Family. Jeszcze wcześniej ukazywał się od 23:30 do 9:00.
Nadawał wówczas:
- VH1 Hits (najnowsze utwory oraz największe przeboje lat 80. i 90.)
- Rock Your Baby (utwory dla najmłodszych) – program był nadawany do końca lutego 2012 roku

## VH1 Europe
Zaraz po rebrandingu VH1 PL, VH1 Europe powrócił do Polski. Przedtem był dostępny przed zastępstwem MTV Classic.
Od końca 2011 roku zaczęto emitować polskie reklamy na kanale VH1 Europe. Prezes MTV Networks Polska tłumaczył, że chce spróbować przywrócić kanał VH1 Polska z polskimi teledyskami usuwając Europejski kanał VH1 z Polski. W innych krajach kanał był emitowany normalnie. Od dnia 31 marca 2012 roku reklamy przestano emitować i powróciły ich własne muzyczne przerywniki. W drugim tygodniu kwietnia reklamy powróciły. 24 kwietnia usunięto VH1 Europe z częstotliwości 11,075/V na HotBirdzie i wstawiono VH1 Polska.